# 瀬戸町 (岡山県)
瀬戸町（せとちょう）は、かつて岡山県に存在した町。赤磐郡に属した。2007年（平成19年）1月22日に岡山市に編入され廃止された。現在は同市東区の瀬戸地域となっている。本項では町制前の磐梨郡・赤磐郡物理村（もどろいそん）についても述べる。

## 歴史
吉備国が置かれた古墳時代にはこのあたりが瀬戸内海の海岸線であった。このためか、「江尻」、「潟瀬」といった海辺を思わせる地名が残っている。
奈良時代には班田がおかれたため、条里制のあとが残っている。一般に古代 - 中世の道はアップダウンを避けて等高線に沿って曲がりくねることが多いが、この地域は条里制の名残で瀬戸駅周辺の道は碁盤の目状である。
中世には豪族の物理（もどろい）氏などが支配した。

### 沿革
- 1889年（明治22年）6月1日 磐梨郡森末村、寺地村、光明谷村、瀬戸村、下村、沖村が合併して物理村が発足。
- 1891年（明治24年）山陽鉄道（現JR山陽本線）の岡山延伸に伴い、瀬戸駅開業。旅客・貨物の取り扱い開始。
- 1900年（明治33年）4月1日 - 所属郡が赤磐郡に変更。
- 1915年（大正4年）1月1日 - 物理村が町制を施行し瀬戸町となる。
- 1955年（昭和30年）瀬戸町・万富町・潟瀬村・玉井村の2町2村が合併し瀬戸町となる。
- 2006年（平成18年）
  - 5月21日 岡山市、建部町と合併協定に調印。
  - 10月24日 岡山市への編入について市町議会・県議会の議決を経て、官報に告示。2007年1月22日に1市2町が合併することが正式に決まった。
- 2007年（平成19年）1月22日 建部町とともに岡山市と編入合併する[2]。
- 2009年（平成21年）4月1日 岡山市が政令指定都市に移行し、瀬戸地区の行政区は東区となる。
- 2012年（平成24年）1月21日 瀬戸町合併特例区終了[3]。

## 行政
町長
- 最終町長:土井堅郎 - 1995年1月20日就任（合併後に合併特例区長となる）

姉妹都市・提携都市
- 国内
  - 愛媛県西宇和郡伊方町 - 伊方町の旧瀬戸町と提携。
  - 1987年7月 同名の旧愛媛県瀬戸町と姉妹都市提携。

## 教育

### 大学・短期大学
- 神戸女子大学瀬戸短期大学 - 1989年開校、2004年閉校。跡地は合併後の2007年4月1日より環太平洋大学の一部となっている。

### 高等学校・高等支援学校
- 岡山県立瀬戸高等学校
- 岡山県立瀬戸南高等学校
- 岡山県立岡山瀬戸高等支援学校

### 中学校
- 瀬戸町立瀬戸中学校
- 瀬戸町立万富中学校 - 1963年に瀬戸中学校と合併[4]。

### 小学校
- 瀬戸町立江西小学校
- 瀬戸町立千種小学校

## 出身有名人
- 大久保重五郎 - 明治時代の篤農家、モモの品種白桃の開発
- 宇垣一成 - 日本陸軍軍人、政治家
- 宇垣纏 - 日本海軍軍人
- 片山善博 - 鳥取県知事
- 川田伸一郎 - 動物学者、国立科学博物館研究員